# IPad (10‑го покоління)
10,9-дюймовий iPad (офіційно iPad (10‑го покоління), розмовно відомий як iPad 10) — планшетний комп'ютер, розроблений і продається компанією Apple Inc. як наступник iPad дев'ятого покоління. Його було анонсовано 18 жовтня 2022 року та випущено 26 жовтня 2022 року.

## Дизайн
iPad десятого покоління, як і нещодавні моделі iPad Air і iPad mini, доступні в кольорах, відмінних від сріблястого та космічного сірого. Однак, на відміну від приглушених кольорів iPad Air і iPad mini, iPad десятого покоління доступний у чотирьох яскравих кольорах: сріблястому, рожевому, синьому та жовтому. Це перший бюджетний iPad без кнопки «Додому».
| Колір | Назва      |
| ----- | ---------- |
|       | Сріблястий |
|       | Рожевий    |
|       | Синій      |
|       | Жовтий     |

## Особливості

### Апаратне забезпечення
iPad десятого покоління перероблено в порівнянні з iPad дев'ятого покоління, більше нагадуючи конфігурацію iPad Air. Пристрій має дизайн із плоскішими краями, який відповідає дорожчим моделям iPad того часу. Кнопку «Додому» прибрано, а Touch ID розташовано у верхній кнопці, як у iPad Air і iPad mini. Він має систему на чипі A14 Bionic, яка раніше була у iPad Air четвертого покоління. Чип має 6-ядерний процесор, 4-ядерний графічний процесор і 16-ядерну систему Neural Engine.
Як і iPad Air, він має 10,9-дюймовий дисплей Liquid Retina із роздільною здатністю 2360x1640 з 3,8 мільйонами пікселів. Дисплей має True Tone і яскравість 500 кд/м².
iPad десятого покоління має оновлену задню 12-мегапіксельну ширококутну камеру, першу в історії недорогих iPad, з діафрагмою ƒ/1,8, Smart HDR 3 і підтримкою запису відео 4K. Фронтальна камера тепер розташована на довгій грані пристрою, вперше для будь-якого iPad. Фронтальна 12-мегапіксельна надширококутна камера підтримує центрування в кадрі, як і попереднє покоління.

### Підключення
iPad десятого покоління заряджається та підключається через порт USB-C, а не через порт Lightning, як у iPad дев'ятого покоління. Усі моделі мають бездротові піключення Bluetooth 5.2 і Wi-Fi 6 (802.11ax). Стільникові моделі підтримують 5G на частоті нижче 6 ГГц з піковою швидкістю до 3,5 Гбіт/с в ідеальних умовах.

## Аксесуари
На відміну від iPad mini і iPad Air, iPad десятого покоління не підтримує створення пари з Apple Pencil (2-го покоління) або його заряджання. Apple Pencil першого покоління все ще підтримується, але для підключення та заряджання потрібен адаптер. Цей адаптер входить до нових Apple Pencil (1-го покоління). iPad десятого покоління отримав чохол Magic Keyboard Folio, оскільки він несумісний з існуючими Magic Keyboard і Smart Keyboard Folio. Magic Keyboard Folio, як і Magic Keyboard for iPad, має вбудований трекпад із захистом спереду та ззаду. Однак, на відміну від клавіатури Magic Keyboard, розробленої для iPad Air та iPad Pro, чохол Magic Keyboard Folio від'єднується від задньої кришки та може використовуватися як регульована підставка, а також містить рядок із 14 клавішами з кнопкою блокування, подібно до Magic Keyboard для iMac 2021 року.

## Відгуки
iPad десятого покоління отримав неоднозначні відгуки критиків.

## Хронологія
| Хронологія моделей iPad                     |
| ------------------------------------------- |
| Див. також: Хронологія продуктів Apple Inc. |

Джерело: Apple Newsroom Archive.

## Виноски
1. ↑  1 ГБ = 1 мільярд байт